# Ophiuchus princeps
Ophiuchus princeps är en insektsart som beskrevs av William Lucas Distant 1918. Ophiuchus princeps ingår i släktet Ophiuchus och familjen dvärgstritar. Inga underarter finns listade i Catalogue of Life.